# Viola pedunculata
Viola pedunculata Torr. & A.Gray – gatunek roślin z rodziny fiołkowatych (Violaceae). Występuje naturalnie w Stanach Zjednoczonych (w Kalifornii) oraz północno-zachodnim Meksyku. Jest gatunkiem najmniejszej troski. 

## Morfologia
PokrójBylina dorastająca do 5–40 cm wysokości, tworzy kłącza.
LiścieBlaszka liściowa ma owalny lub deltoidalny kształt. Mierzy 1–5,5 cm długości oraz 1–5,5 cm szerokości, jest karbowana lub piłkowana na brzegu, ma niemal sercowatą lub zbiegającą po ogonku nasadę i ostry lub tępy wierzchołek. Ogonek liściowy jest owłosiony i ma 27–72 mm długości. Przylistki są owalne lub lancetowate.
KwiatyPojedyncze, wyrastające z kątów pędów. Mają działki kielicha o owalnym lub lancetowatym kształcie. Płatki są odwrotnie jajowate i mają żółtą barwę, dolny płatek jest odwrotnie jajowaty, mierzy 10-20 mm długości, z czerwonymi plamkami, posiada obłą ostrogę o długości 2-4 mm.
OwoceTorebki mierzące 5-11 mm długości, o elipsoidalnym kształcie.

## Biologia i ekologia
Rośnie w lasach, na łąkach i skarpach. Występuje na wysokości do 1000 m n.p.m.